# ابن هانی
ابوالقاسم محمد بن هانئ بن سعدون اندلسی معروف به ابن هانی (ح. ۹۳۶ – ۹۷۳) شاعر اندلسی بود. با لقب مُتَنَبِّیِ غرب شناخته می‌شد.او شاعری اسماعیلی و از نخستین شاعران بزرگ مغرب بود. در اشبیلیه به دنیا آمد و پیش از پیوستن به دربار خلیفهٔ فاطمی، معز لدین‌الله در شهر منصوریه در سال ۹۵۸ میلادی، به‌عنوان شاعر دربار بنی حمدون در مسیله فعالیت می‌کرد. پیش از آن نیز مدتی به‌عنوان داعی اسماعیلی در اندلس مشغول بود. ابن هانی با شور و حرارت در ستایش فضایل فاطمیان شعر می‌سرود و در مدح معز و دیگر امامان فاطمی بسیار کوشید، به‌ویژه در دفاع از جایگاه فاطمیان در برابر ادعاهای امویان اندلس و عباسیان بغداد. اشعار او نقش مهمی در خدمت به آرمان فاطمی داشت و در بازهٔ وسیعی از قرطبه تا بغداد خوانده می‌شد. ابن هانی در جریان سفرش از آفریقا به مصر، در شرایطی مرموز کشته شد.

## زندگی
او محمد بن هانی است که نسبش به حاتم بن قبیصه بن مهلب بن ابی صفره ازدی، در سویا می‌رسد. پدرش هانی از یکی از روستاهای مهدیه تونس در افریقیه بود، که از آنجا خارج و به اندلس منتقل شد و محمد در سویا به دنیا آمد. ابن هانی در سویا بزرگ شد و شعر و ادبیات را فرا گرفت. در شعرش تمایل برجسته ای به اسماعیلیه دیده می‌شد. او با فرماندار سویا نیز ارتباط نزدیک داشت. پس از اینکه مردم آن دیار وی را به آموزه‌های فلاسفه متهم کردند، بدگویی‌ها نسبت به حاکمان آن منطقه نیز شروع شد؛ لذا حاکم به وی دستور داد که از چشم مردمان پنهان شود. وی در سن ۲۷ سالگی از سویا خارج شد و به مراکش رفت و جوهر الصقلی را تمجید نمود، سپس به زاب نزد جعفر و یحیی پسران علی رفت که وی را کرام کردند. خبر این ماجرا به معز لدین الله فاطمی رسید. او از این دو برادر، ابن هانی را طلب کرد و پس از آن او در منصوریه در نزدیکی قیروان، اقامت گزید و به ستایش خلیفه فاطمی پرداخت. هنگامی که المعز به مصر عزیمت کرد، از وی خواست که با او همراه شود و از وی خواست تا به مراکش برگردد تا خانواده اش را بردارد. در مسیر مصر، ابن هانی در ۲۳ رجب ۳۶۲ هجری قمری در برقه کشته شد. هنگامی که خبر درگذشت او به المعز در مصر رسید بسیار ناراحت شد و تاسف خورد و گفت: «ما امید داشتیم به واسطه این مرد به شاعران مشرق افتخار کنیم، اما این امر برای ما مقدر نشده بود.»